# 얼리 웍스
얼리 웍스(Rani radovi, Early Works)는 유고슬라비아에서 제작된 젤리미르 질닉 감독의 1969년 코미디, 드라마 영화이다. 밀자 부야노빅 등이 주연으로 출연하였다.
1969년 제19회 베를린 국제영화제에서 황금곰상을 받았다.

## 출연

### 주연
- 밀자 부야노빅